# Каверин, Юрий Андреевич
Юрий Андреевич Каверин (род. 7 февраля 1939 года, город Златоуст Челябинской обл.) — советский, российский учёный и конструктор в области ракетостроения, участник создания стратегических ракетных комплексов подводных лодок ВМФ СССР (ГРЦ им. академика В. П. Макеева). Доктор технических наук (2005). Профессор Челябинского государственного университета. Лауреат Государственной премии СССР (1989). Заслуженный конструктор Российской Федерации (2010). Награждён орденом «Знак Почёта» (1975), медалями. Имеет авторские свидетельства на изобретения. Автор свыше 50 печатных работ.

## Биография
Родился в городе Златоуст Челябинской обл. 7 февраля 1939 года. В 1963 году окончил Челябинский политехнический институт (ЧПИ): инженер-механик. С 1963 года — в городе Миасс Челябинской обл., в СКБ № 385 (с 1966 года — КБ машиностроения, с 1993 года — Государственный ракетный центр): инженер, старший инженер, ведущий конструктор по системам (1969), ведущий конструктор комплекса (1972), главный конструктор комплекса (1992), главный конструктор направления по боевой ракетной технике (1999).
Участник разработки 2-го и 3-го поколений морских ракетных комплексов с ракетами Р-27, Р-27У, Р-27К, Р-29РМ и их модификаций в части конструирования, организации разработки, отработки и эксплуатации.
Внёс существенный вклад в конструирование и технологическую отработку силовых элементов корпусов ракет ("вафельные" оболочки, двухслойные днища разделительные, цельносварные шпангоуты сложной формы). в создание и отработку первой баллистических ракет подводных лодок с трёхблочной кассетной головной частью Р-27У.
Под руководством и при участии Каверина осуществлена опытно-конструкторская разработка морского ракетного комплекса БРПЛ Р-29РМ с двумя вариантами разделяющейся головной части, оснащённой системой управления с астро- и радиокоррекцией траектории и имеющей наивысшее энергомассовое совершенство среди морских, а также сухопутных отечественных и зарубежных ракет.
Организатор и непосредственный участник опытно-конструкторских работ (1987—1991) по натурному подтверждению залповой стрельбы, проведённой впервые в отечественной и мировой практике полным боекомплектом 16 ракет из подводного положения (программа «Бегемот»: стратегический ракетоносец «Новомосковск»; ракеты Р-29РМ(У)).
Каверин входил в состав Государственных комиссий по проведению совместных летных испытаний в качестве заместителя технического руководителя, возглавлял работу секций Государственной комиссии по ракете и ракетному комплексу. При приеме конструкторской документации по ракетному комплексу Д-9РМ и его модификациям в серийное производство и эксплуатацию являлся заместителем председателя Центральной межведомственной комиссии. Обладатель авторских свидетельств на изобретения. Автор свыше 50 научных публикаций.
Кандидат технических наук (1980). Доктор технических наук (2005). Заслуженный конструктор Российской Федерации (2010).
Профессор кафедры прикладной механики Филиала Челябинского государственного университета в городе Миассе.

## Избранные труды

### Статьи
- Каверин Ю. А. Формирование системы наземной экспериментальной отработки ракеты и опыт ее реализации при создании корабельного ракетного комплекса с БРШГ РСМ-54 // Научно-технический сборник «Ракетно-космическая техника. Серия XIV». Выпуск 1 (48). — Миасс: Государственный ракетный центр. 2002.
- Каверин Ю. А. Российская тяжелая межконтинентальная баллистическая ракета РС-28 «Сармат» (ГРАУ 15А28, НАТО SS-X-30)[6].
- Морские стратегические ракетные комплексы / Авт.-сост. Ю. А. Каверин, Р. Н. Канин. — М.: Военный парад. 2011. — 268 с.; ил. — ISBN 5-902975-25-0

### Воспоминания
- Каверин Ю. А. Уральские корни российского Космоса. 12 апреля 1961 года: как это было // Конструктор. — Миасс, ГРЦ им. академика В. П. Макеева. 2016. № 4. С. 5.

## Награды и премии
- Орден «Знак Почёта» (1975)
- Государственная премия СССР (1989)
- Премия имени В. П. Макеева (1991)
- Юбилейная медаль «300 лет Российскому флоту» (1996)
- Медаль имени академика В. П. Макеева Федерации космонавтики России
- Медаль имени академика Н. А. Семихатова Федерации космонавтики России
- Заслуженный конструктор Российской Федерации (2010)